# Eva Liebau
Eva Liebau (* in München) ist eine österreichische Opernsängerin in der Stimmlage Sopran.

## Leben und Wirken
Eva Liebau begann ihre musikalische Ausbildung noch während ihrer Schulzeit am Kärntner Landeskonservatorium Klagenfurt und absolvierte danach die Universität für Musik und darstellende Kunst Graz (Abschluss 2003 mit Auszeichnung). Sie gewann zeitgleich mit der Diplomarbeit den Hans-Gabor-Belvedere-Gesangswettbewerb, der mit einem Vertrag als Ensemblemitglied am Opernhaus Zürich belohnt wurde.
Seit Beginn der Spielzeit 2004/05 ist sie Ensemblemitglied am Opernhaus Zürich, wo sie in Rollen zu hören war wie Papagena in Die Zauberflöte, Yniold in Pelléas et Mélisande, Fortuna / Damigella in L’incoronazione di Poppea, Nuri in Tiefland, Barbarina in Le nozze di Figaro, Gretel in Hänsel und Gretel, Adele in Die Fledermaus und Ninetta in La finta semplice. 2005 trat sie bei der Styriarte (Mercedes in Carmen, Klärchen in Egmont) auf; 2006 sang sie unter Nikolaus Harnoncourt die Rolle der Barbarina in Mozarts Figaro bei den Salzburger Festspielen – eine Produktion, die auf CD und DVD dokumentiert wurde. Eine erneute Einladung zu den Festspielen erfolgte 2008 als Küchenjunge in Dvořáks Rusalka. 2007 debütierte Eva Liebau an der Komischen Oper Berlin in der Rolle der Pamina aus Mozarts Zauberflöte.
Eva Liebau sang als Euridice an der Seite von Bejun Mehta als Orfeo in einer Filmversion von Glucks Orfeo ed Euridice, die 2013 im Schlosstheater Český Krumlov in Krumau an der Moldau gedreht wurde.

## Privatleben
Eva Liebau, privat Eva Skoff-Liebau, ist mit dem Winzer Walter Skoff verheiratet und Mutter dreier Kinder.

## Engagements
- Sächsische Staatsoper Dresden (Papagena in Die Zauberflöte)
- Stadttheater Klagenfurt (Papagena in Die Zauberflöte, Alinda/Amore in Francesco Cavallis Il Giasone)
- Opernhaus Zürich (Hortense in Der Opernball, Papagena in Die Zauberflöte, Yniold in Pelléas et Mélisande, Fortuna/Damigella in L’Incoronazione di Poppea, Barbarina in Le nozze di Figaro und Amour in Les Indes galantes).
- Styriarte Graz (Frasquita in Carmen)
- Komische Oper Berlin (Pamina in Die Zauberflöte)
- Fernsehfilm Orfeo ed Euridice, Verfilmung der gleichnamigen Oper von Christoph Willibald Gluck (Euridice). Ausgestrahlt am 19. Juli 2014 in 3sat.

## Auszeichnungen
- Leopold-Figl-Kulturpreis
- RTB-Preis
- Preisträgerin beim Belvedere-Gesangswettbewerb 2003